# Паломбаја (Авелино)
Паломбаја је насеље у Италији у округу Авелино, региону Кампанија.
Према процени из 2011. у насељу је живело 74 становника. Насеље се налази на надморској висини од 805 м.